# Кристина Агучи
Кристина Агучи (англ. Christina Aguchi, настоящее имя — Диана Нгок Нгуен (англ. Diana Ngoc Nguyen), род. 26 мая 1986 года, Лос-Анджелес, Калифорния, США) — американская порноактриса и экзотическая танцовщица китайско-вьетнамского происхождения, лауреатка премии NightMoves Award.

## Биография
Родилась 26 мая 1986 года в Лос-Анджелесе, Калифорния, США. Настоящее имя — Диана Нгок Нгуен (Diana Ngoc Nguyen). Имеет китайские и вьетнамские корни.
Дебютировала в порноиндустрии в 2006 году. Снималась для таких студий, как 3rd Degree, Backend Films, Evil Angel, Girlfriends Films, Reality Kings, Red Light District, TT Boy Productions, Vince Voyeur Prod., Wicked, Zero Tolerance и других.
В 2010 году впервые снялась в анальной сцене.
Ушла из индустрии в 2013 году, снявшись в 91 фильме.

## Награды и номинации

### Награды
- 2013 NightMoves Award — Лучшая порноактриса-стриптизёрша, выбор поклонников[8]

### Номинации
- 2014 NightMoves Award — Лучшая порноактриса-стриптизёрша[4]
- 2014 NightMoves Fan Award — Лучшая порноактриса-стриптизёрша[4]

## Интересные факты
Имеет чёрный пояс по тхэквондо и завоевала бронзовую медаль на Олимпийских играх среди юниоров.
У Кристины есть пирсинг в носу и пупке.

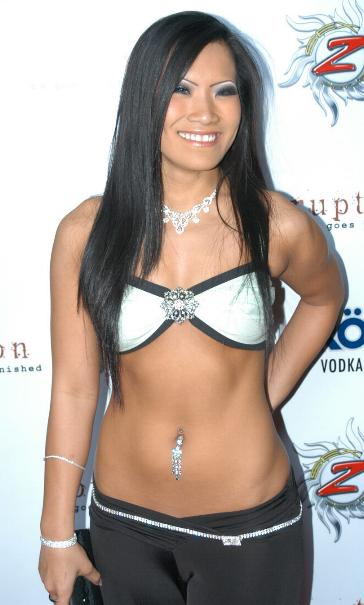
Кристина Агучи, 11 ноября 2006 года

## Избранная фильмография
- Asian Oral (Evil Angel) (2008)
- Asian Prostitutes 1 (Devil's Film) (2006)
- Backyard Amateurs 12 [Xplor Media Group] (2008)
- Barely 18 32 [Sin City] (2007)
- Barely Legal Princess Diaries 2 (Hustler Video) (2006)
- Big Butt Teen Flesh 2 [Evasive Angles] (2006)
- Camel Toe Obsessions 2 [Acid Rain] (2007)
- Face Time [New Sensations] (2007)
- Freaky First Timers 3 [Freaky Deaky] (2006)
- Friends That Share 2 (Diabolic Video) (2014)
- Go Fuck Myself 2 [Northstar Associates] (2007)
- Joy Fuck Club 2 (Pink Visual) (2011)
- Just Over Eighteen 16 (Red Light District) (2006)
- Kaylani Lei’s Fornic-Asian [Wicked Pictures] (2009)
- Kunt Fu 2 [Pure Play Media] (2010)
- POV Junkie 3 [Jules Jordan Video] (2010)
- Sakura Tales 11 [DVSX] (2006)
- She’s My Asian Plaything 4 [Acid Rain] (2014)
- Spring Chickens 17 [Diabolic Video] (2006)
- To My Balls [Acid Rain] (2010)